# Linea F (metropolitana di Buenos Aires)
La linea F è una linea in fase di progettazione della metropolitana di Buenos Aires che dovrebbe avere una lunghezza di 8,6 km. Il percorso previsto, che collegherà plaza Italia, nel quartiere Palermo, al quartiere di Barracas, dovrebbe avere una stazione di interscambio con tutte le altre linee della metropolitana cittadina.
I lavori per la realizzazione, con un costo stimato di 750 milioni di dollari statunitensi, sarebbero dovuti iniziare nel 2016. Alla fine del 2017 è stato confermato il ritardo dell'inizio dei lavori, la cui nuova data è prevista per il 2020.

## Stazioni
Nell'elenco che segue, a fianco ad ogni stazione, sono indicati i servizi presenti e gli eventuali interscambi ferroviari:

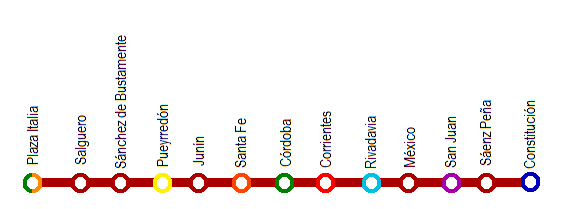
Rappresentazione grafica.